# Роберт Джон Ланг
Роберт Джон «Матт» Ланг (англ.  Robert John Mutt Lange, [læŋ]; нар. 16 листопада 1948, Муфуліра, Замбія) — музичний продюсер. Працював з Def Leppard, AC/DC, Britney Spears, Boomtown Rats, Браян Адамс, Maroon 5, Шанайя Твейн, Nickelback, Леді Гага і Muse.

## Біографія
Роберт народився в сім'ї білого південноафриканця і німкені 16 листопада 1948 р. Ще в школі захопився музикою. З часом у нього проявилися здібності не лише до написання мелодій та їх обробки, але і комунікабельність, що пізніше сприяло успішній спільній роботі з виконавцями різних стилів. Його завжди відрізняли працьовитість, методичність і в той же час нестандартність, уміння знаходити нове звучання в рамках обраного виконавцем стилю. Пісні, в створенні яких він брав участь, незмінно ставали хітами по обидві сторони Атлантики. Йому по праву належать звання дані йому музикантами — «містер суперуспіх», «непомітний геній».
Мет досить успішно працював з такими виконавцями як Def Leppard, AC/DC, Boomtown Rats, Браян Адамс, Шанайя Твейн і Nickelback. Як правило, його поява у студії незмінно надавала новий імпульс для творчості навіть відомих груп. Досить згадати, що саме з альбому «Highway to Hell», який, значною мірою, був зпродюсований Меттом, група AC/DC встала на нову саунд-платформу, щоб з наступним альбомом «Back in Black» зробити запаморочливий зліт і стати в авангарді стилю хеві-метал. Більше того, вони популяризували цей стиль настільки, що він став візитною карткою 1980-х разом з «новою хвилею».
Наступний проект, в якому брав участь Ланг, він по праву називає «своїм». Така мега-група як Def Leppard в значній мірі зобов'язана «Метту» своїм фірмовим саундом, що характеризується здвоєними рифами, ритмічним і пам'ятним музичним малюнком і гармонійним поєднанням соло і бек-вокалу. Якість звучання в зпродюсованому Лангом альбомі Hysteria такого рівня, що він до сього дня разом з альбомом «The Wall» групи «Pink Floyd», застосовується меломанами для тестування аудіосистем.
З першого альбому, за усталеною традицією Ланг змінює звучання не тільки інструментів, але і вокал, змушуючи соліста Джо Елліотта брати високі ноти і співати на межі зриву. В результаті група набуває незважаючи на стандартні музичні ходи оригінальне звучання і стає впізнаваною з перших секунд мелодії.
Альбоми «High'n'Dry» (1981), «Pyromania» (1983), «Hysteria» (1987) стають новою віхою в кар'єрі не тільки Def Leppard, але і Метта. Тепер він для всього музичного світу «містер успіх». Йому навперебій пропонують роботу з найвідомішими виконавцями, але Роберт не кваплячись вибирає тільки тих з ким «цікаво створити те, що ніхто ще не створював».
На початку 1990-х Ланг записує для Браяна Адамса два найпопулярніших альбоми цього канадського співака: Walking Up The Neighbours (1991) і So Far, So Good (1993) з суперхітом «Please Forgive Me».
У 1993 році він серйозно захоплюється кантрі-співачкою Шанаєю Твейн, майбутньою своєю дружиною. З нею він створює найуспішніший в історії кантрі альбом «Come on Over» (04.11.1997). Альбом встановив нові світові рекорди, ставши самим продаваним альбомом, записаним жінкою за всю історію, самим продаваним альбомом у стилі кантрі, самим продаваним альбомом 1990-х і одним з найбільш продаваних альбомів в історії музики.
15 травня 2008 року офіційно оголошено про розрив відносин між Робертом Лангом і Шанаєю Твейн. Метт з головою йде в новий проект і записує разом з Nickelback альбом Dark Horse, що вийшов вже 18 листопада 2008 року на лейблі Roadrunner Records. Надавши, як це завжди робив Ленг, групі нестандартні відтінки в звучанні, він вивів її на перші рядки хіт-парадів по всьому світу, повторивши те, що вже робив з усіма з ким йому доводилося працювати.

## Дискографія

### Зпродюсовані альбоми
Альбоми, в яких Ланг продюсував не менше трьох композицій.
- City Boy — City Boy (1976)
- City Boy — Dinner at the Ritz (1976)
- Graham Parker — Heat Treatment (1976)
- Supercharge — Local Lads Make Good (1976)
- The Motors — The Motors (1977)
- City Boy — Young Men Gone West (1977)
- Clover — Love On The Wire (1977)
- Clover — Unavailable, 1977
- Supercharge — Horizontal Refreshment (1977)
- The Boomtown Rats — The Boomtown Rats (1977)
- The Rumour — Max (1977)
- Savoy Brown — Savage Return (1978)
- Michael Stanley Band — Cabin Fever (1978)
- City Boy — Book Early (1978)
- Outlaws — Playin' to Win (1978)
- The Boomtown Rats — A Tonic for the Troops (1978)
- Deaf School — English Boys/Working Girls (1978)
- City Boy — The Day the Earth Caught Fire (1979)
- The Records — Shades un Bed (1979)
- Supercharge — Body Rhythm (1979)
- The Boomtown Rats — The Fine Art of Surfacing (1979)
- AC/DC — Highway to Hell (1979)
- Broken Home — Broken Home (1979)
- AC/DC — Back in Black (1980)
- AC/DC — For Those About to Rock (We Salute You) (1981)
- Def Leppard — High 'N' Dry (1981)
- Foreigner — 4 (1981)
- Def Leppard — Pyromania (1983)
- The Cars — Heartbeat City (1984)
- Def Leppard — Hysteria (1987)
- Romeo's Daughter — Romeo's Daughter (1988)
- Біллі Оушен — Tear Down These Walls (1989)
- Браян Адамс — Waking Up the Neighbours (1991)
- Def Leppard — Adrenalize (1992; исполнительный продюсер)
- Майкл Болтон — The One Thing (1993)
- Stevie Vann — Stevie Vann (1995)
- Браян Адамс — 18 'Til I Die (1996)
- Шанайя Твейн — The Woman in Me (1995)
- Шанайя Твейн — Come on Over (1997)
- The Corrs — In Blue (2000)
- Шанайя Твейн — Up! (2002)
- Шанайя Твейн — Greatest Hits (2004)
- Nickelback — Dark Horse (2008)
- Maroon 5 — Hands All Over (2010)
- Muse — Drones (2015)

### Зпродюсовані альбомні пісні
Альбоми, у яких Ланг продюсував мінімум одну композицію.
- Stephen — Right on Running Man (1974/5)
- XTC — «This Is Pop» (single version), (1978)[4]
- Біллі Оушен — Suddenly (1984)
- Біллі Оушен — Love Zone (1986)
- Селін Діон — All The Way… A Decade of Song (1999)
- Backstreet Boys — Backstreet's Back (1997)
- Backstreet Boys — Millennium (1999)
- Селін Діон — A New Day Has Come, (2002)
- Браян Адамс — Room Service (2004)
- Енн Мюррей — Anne Murray Duets: Friends & Legends (2007)
- Браян Адамс — 11 (2008)
- Тара Блейз — Great Escape («Make You») (2008)
- Леді Гага — «Yoü and I» з альбому Born This Way (2011)

### Альбомні пісні, написані самостійно або в співавторстві
- Джессіка Ендрюс — «i'll Take Your Heart» з альбому Heart Shaped World (1999)
- Backstreet Boys — «If You Want It to Be Good Girl (Get Yourself a Bad Boy)» з альбому Backstreet's Back (1997)
- Backstreet Boys — «it's Gotta Be You» з альбому Millennium (1999)
- Blackhawk — «i'm Not Strong Enough to Say No» з альбому Strong Enough (1995)
- Біллі Рей Сайрус — «Only God (Could Stop Me Loving You)» з альбому Storm in the Heartland (1994)
- Бонні Тайлер — «I Cry Myself to Sleep at Night» з альбому Angel Heart (1992)
- Брітні Спірс — «don't Let Me Be the Last to Know» з альбому Oops!... I Did It Again (2000)
- The Corrs — «Breathless» з альбому In Blue
- The Corrs — «All the Love in the World» з альбому In Blue
- The Corrs — «Irresistible» з альбому In Blue
- Def Leppard — «Photograph» з альбому Pyromania (1983)
- Def Leppard — «Promises», «All Night» і «it's Only Love» з альбому Euphoria (1999)
- Diamond Rio — «I Thought i'd Seen Everything» з альбому Unbelievable (1998)

- Emerson Drive — «Only God (Could Stop Me Loving You)» з альбому Emerson Drive (2002)
- Starship — "I didn't Mean to Stay All Night з альбому Love Among the Cannibals, (1989)
- Jonas Brothers — «i'm Gonna Getcha Good!» з альбому Jonas Brothers: The 3D Concert Experience (2009)
- Heart — «Wild Child» і «All I Wanna Do Is Make Love to You» з альбому Brigade (1990)
- Heart — «Will You Be There (In the Morning)» з альбому Desire Walks On (1993)
- Huey Lewis and the News — «Do You Believe in Love» з альбому Picture This (1982)
- Huey Lewis and the News — «It Hit Me Like a Hammer» з альбому Hard at Play (1991)
- Lonestar — «You Walked In» з альбому Crazy Nights (1997)
- Loverboy — «Lovin' Every Minute of It» з альбому Lovin' Every Minute of It (1985)
- Реба Макінтайр — «i'll Take Your Heart» з альбому Moments and Memories: The Best of Reba (тільки на австралійської версії) (1998)
- Eddie Money — «Heaven in the Back Seat» з альбому Right Here (1991)
- PJ Powers — «(Let That) River Roll» з альбому Thandeka Talk To Me (2001)
- Chrissy Steele — «I Cry Myself to Sleep at Night» з альбому Magnet To Steele (1991)
- Steps — «Stay with Me Tonight» (як «Stay with Me») з альбому One Step (1998)
- Lari White — «Only God (Could Stop Me Loving You)»

## Нагороди і номінації Греммі
- 1991 — «(Everything I Do) I Do It for You» — Краща пісня, написана спеціально для фільму або телебачення
- 1995 — The Woman In Me — Кращий альбом у стилі кантрі
- 1998 — «You're Still the One» — Краща пісня в стилі кантрі
- 1999 — «Come on Over» — Краща пісня в стилі кантрі